# Distretto di Cutervo
Il distretto di Cutervo è uno dei quindici distretti  della provincia di Cutervo, in Perù. Si trova nella regione di Cajamarca e si estende su una superficie di 422,27 chilometri quadrati.

Ha per capitale la città di Cutervo e contava 53.382 abitanti al censimento 2005.